# Autovía de Huelva
La autovía de Huelva o A-83 es una autovía proyectada que unirá Huelva con las autovías A-81 y A-66, a través de la N-435 y la carretera autonómica EX-101. La autovía pretende unir Huelva con las principales capitales de Extremadura: Badajoz, Cáceres y Mérida, la obra comprendería varios túneles y algunos viaductos. Se iniciará en la localidad de San Juan del Puerto, que está a unos 5 kilómetros al este de Huelva y terminaría en la A-66 (Autovía Ruta de la Plata), en el municipio de Los Santos de Maimona, localizado a unos 2,5 kilómetros al Nordeste de Zafra.
Se está llevando a cabo un importante estudio medioambiental, ya que es una zona bastante montañosa y con diversidad de fauna y flora. Pasaría por los pueblos de Trigueros, Beas, Valverde del Camino, Zalamea la Real, Minas de Riotinto, Jabugo y Fregenal de la Sierra.
Si bien en un principio, el Ministerio de Transportes, Movilidad y Agenda Urbana previó la ejecución de la autovía a través de las localidades onubenses de Zalamea la Real y Jabugo, y de las localidades pacenses de Higuera la Real, Fregenal de la Sierra, Zafra y Los Santos de Maimona, el Ministerio para la Transición Ecológica y el Reto Demográfico recomendó ejecutar la autovía a través de las localidades onubenses de Zalamea la Real, El Campillo, Minas de Riotinto, Campofrío, La Granada de Riotinto, Zufre y Santa Olalla del Cala, a fin de evitar el impacto ecológico en el parque natural de la Sierra de Aracena y Picos de Aroche.
Por tanto, se desconocía si la futura autovía A-83 uniría Huelva con la A-66, a través de Zafra y Los Santos de Maimona, o bien a través de la localidad onubense de Santa Olalla del Cala, hasta la decisión del Gobierno de España y el Ministerio de Transportes, Movilidad y Agenda Urbana. La primera opción fue defendida enérgicamente por la Junta de Extremadura y el Ayuntamiento de Fregenal de la Sierra, por entender dicha autovía fundamental para unir la localidad de Fregenal de la Sierra con Zafra, y ambas con la Provincia de Huelva.
El día 9 de junio de 2009, el ministro José Blanco, se reunió con Guillermo Fernández Vara, presidente de la Junta de Extremadura, para impulsar las infraestructuras de Extremadura, y le anunció la nueva nomenclatura para el proyecto de la autovía de Huelva a Zafra, A-83, descartando la opción Zalamea la Real - Santa Olalla del Cala.
En todo caso, la Junta de Andalucía está estudiando ejecutar una autovía de naturaleza autonómica que retomaría el proyecto sugerido por el Ministerio para la Transición Ecológica y el Reto Demográfico, que uniría Huelva con la A-66 por Minas de Riotinto y Santa Olalla del Cala, denominada Autovía de la Cuenca Minera. Dicha autovía no condicionaría la ejecución de la A-83.
Posteriormente, el 21 de septiembre de 2021, el Ministerio para la Transición Ecológica y el Reto Demográfico decidieron crear el nuevo estudio informativo, en los tramos entre San Juan del Puerto y Zalamea la Real para tramitar el nuevo visado ambiental. Posiblemente, cambiará el trayecto del estudio informativo original, ya caducado, para que el proyecto de la autovía finalizaría en Santa Olalla del Cala en el paso por Campofrío, La Granada de Río-Tinto, Higuera de la Sierra y Zufre, anteriormente fue descartado y podría volver a crear el nuevo estudio informativo en un futuro. En la actualidad, aún no ha tomado la decisión de modificar el trayecto por más corto que por más largo.

## Tramos
| Denominación | Tramo                                                           | Kilómetros | Año servicio / Estado (2025)                               |
| ------------ | --------------------------------------------------------------- | ---------- | ---------------------------------------------------------- |
| H-31         | Huelva Nordeste - Enlace A-49 Tramo original Tramo ampliado     | 7 7        | 1 carril por sentido: 1981 2 carriles por sentido: 1987    |
| E-1 A-49     | Enlace A-49 - San Juan del Puerto Tramo original Tramo ampliado | 2,8 2,8    | 1 carril por sentido: 1981 2 carriles por sentido: 1987    |
|              | San Juan del Puerto A-49 - Trigueros                            | 16         | Nuevo estudio informativo (pendiente aprobación nueva DIA) |
|              | Trigueros - Valverde del Camino                                 | 12         | Nuevo estudio informativo (pendiente aprobación nueva DIA) |
|              | Valverde del Camino - Zalamea la Real                           | 28,9       | Nuevo estudio informativo (pendiente aprobación nueva DIA) |
|              | Zalamea la Real - Jabugo N-433                                  | 30 +/-     | Estudio informativo caducado                               |
|              | Jabugo N-433 - Fregenal de la Sierra                            | 32 +/-     | Estudio informativo caducado                               |
|              | Fregenal de la Sierra - Valverde de Burguillos                  | 21,2 +/-   | Estudio informativo caducado                               |
|              | Valverde de Burguillos - Los Santos de Maimona A-66             | 22,2 +/-   | Estudio informativo caducado                               |